# Cellulite périnéale
Les expressions « cellulite périnéale » ou  « cellulite pelvi-périnéale » désignent une forme d'infection de la peau (débutant par une dermatose) et des zones sous-cutanées, dite « cellulite », initiée par des streptocoques, en synergies avec d'autres pathogènes.

Elle apparait sur la zone chaude et moite ou humide de la peau du périnée et/ou du pourtour de l'anus. 
Chez l'adulte, il s'agit d'une maladie rare mais grave liée à une infection synergique de bactéries aérobies et anaérobies. 

Elle nécessite une prise en charge médico-chirurgicale agressive et urgente (20-50 % mortalité)

L'oxygénothérapie hyperbare semble utile pour améliorer l'état du patient.
Chez l'enfant, la dermatose semble généralement due à la macération de la peau en présence d'urine ou d'excréments. 
On parle alors plutôt de « dermatose périnéale » ou de « dermatose périanale » ou « cellulite péri-anale» pour les cas bénins chez l'enfant, quand elle est bien circonscrite au pli fessier et à la région péri-anale). 

## Diagnostic
Chez l'enfant, la peau est irritée (érythème), souvent brillante et très rouge sur une zone bien démarquée sur une zone qui est souvent (mais parfois plus) de 2 à 3 cm autour de l'anus, de la vulve ou de la verge.
L'imagerie médicale n'est pas nécessaire au diagnostic qui sera cependant précisé par des prélèvements bactériologiques pour hémocultures aéro- et anaérobies, avec écouvillonages et prélèvements sous-cutanés le cas échéant.

## Diagnostic différentiel
Éliminer les possibilités qu'il s'agisse d'autres causes telles que :
- Dermatite de contact allergique
- Ulcères de pression

## Chez l'adulte

### Évolution
1. Début insidieux : douleur périnéale, œdème, rougeur des bourses chez l'homme ou de la vulve chez la femme, puis extension possible aux paroi abdominale, flancs, mais le testicules le corps caverneux et l'anorectum sont souvent préservés[1] ;
2. retentissement général: sepsis sévère, choc septique parfois[1]
3. scrotum gonflé devenant, noirâtre ; verge infiltrée, phlyctènes, crépitation neigeuse à la palpation, zones cutanées hypoesthésiques[1]
4. évolutions possible vers :

- myonécrose (rares) ;
- Gangrène pelvi-périnéale : infection aigüe des parties molles du périnée par des germes aérobies et anaérobies agissant en synergie ;
- « Dermo-hypodermite nécrosante avec fasciite nécrosante » ;
- Gangrène de Fournier : « gangrène foudroyante des organes génitaux externes »

## Origine
Les streptocoques viennent généralement de l'organisme du patient (incontinence fécale ou microflore...), et pullulent en formant un biofilm résistant à la suite d'un déséquilibre de la peau ou à la suite d'un traumatisme de la peau (brûlure, plaie, corps étranger…).
La maladie peut avoir un caractère nosocomial et/ou être une séquelle post-opératoire, par exemple :
- d'un traitement chirurgical d'hémorroïdes[1] ;
- d'un traitement chirurgical de fistule anale[1] ;
- d'une biopsie rectale[1] ;
- d'une chirurgie urétérale[1] ;
- d'une chirurgie testiculaire, prostatique ou vésicale[1] ;
- d'une réparation périnéale[1] ;
- d'une chirurgie gynécologique[1].

## Traitements
- Réanimation (ou orientation d'emblée vers un service de réanimation), avec correction de l’hypovolémie et des troubles hydro-électrolytiques, anticoagulation, ventilation mécanique[1] ;
- antibiothérapie (d'abord probabiliste puis éventuellement adaptée à la résistance éventuelle des souches microbiennes en cause, et selon les infections synergiques souvent opportunistes (anaérobies et/ou aérobies) (E. Coli, Klebsielle, Proteus ; Streptocoques et Entérocoques ; Staphylocoques (plus rarement) et anaérobies stricts tels que Clostridium, Bacteroides) ; le traitement dure 3 semaines au moins, et est poursuivi jusqu'à disparition des signes infectieux (généraux et locaux)[1] ;
- chirurgie avec drains (lames transfixiantes) et  dérivation urinaire (cystostomie, cystocath, ou sonde urinaire laissée en place), et « dérivation fécale précoce » (colostomie transverse gauche) qui est un facteur pronostique[4][source insuffisante], puis « remise en continuité digestive » et chirurgie reconstructrice[1] ;
- oxygénothérapie hyperbare, après la 1re opération si l'état du patient le permet, puis 2 séances de 90 minutes/jour pendant 5 jours. Ce traitement est a priori favorable à la vasoconstriction] des territoires sains, traite l'œdème favorisant ischémie et favorise une redistribution sanguine vers les zones ischémiés[1].

## Pronostic
- Mortalité dans 20 à 50 % des cas selon les séries[1]
- 46 gangrènes périnéales, 93 % sepsis, 75 % choc, en moyenne 17 séances d’OHB (3-35), 21 % mortalité[5]